# Michelangelo Picone
Michelangelo Picone  (* 12. Februar 1943 in Aragona; † 24. April 2009 in Tempe, Arizona) war ein italienischer Romanist und Literaturwissenschaftler, der in Kanada, in der Schweiz und in den Vereinigten Staaten als Hochschullehrer wirkte.

## Leben und Werk
Picone wuchs in Certaldo auf, der Geburtsstadt Boccaccios. Er studierte in Florenz und promovierte bei Gianfranco Contini (1912–1990). Dann ging er in die Vereinigten Staaten und war von 1968 bis 1969  Assistant Professor an der University of Florida in Gainesville, von 1969 bis 1975 an der McGill University in Montreal, von 1975 bis 1982 ebenda Associate Professor und von 1983 bis 1990 Full Professor. Von 1990 bis 2008 war er ordentlicher Professor für italienische Literaturwissenschaft am Romanischen Seminar der Universität Zürich. Nach seiner Emeritierung lehrte er an der Arizona State University in Tempe.

## Werke

### Monographien
- Il Mito della Francia in Alessandro Manzoni, Rom 1974
- “Vita nuova” e tradizione romanza, Padua 1979
- Le “Rime” di Dante, Ravenna 1995
- Percorsi della lirica duecentesca dai Siciliani alla ‘Vita nova’, Fiesole 2003
- Boccaccio e la codificazione della novella. Letture del “Decameron”, hrsg. von Nicole Coderey, Claudia Genswein und Rosa Pittorino, Ravenna 2008

### Herausgebertätigkeit
- (mit Giuseppe Di Stefano und Pamela D. Stewart) La Nouvelle. Formation, codification et rayonnement d'un genre médiéval. Actes du Colloque international de Montréal, McGill University, 14-16 octobre 1982, Montreal 1983
- (mit Maria Bendinelli Predelli) I Cantari. Struttura e tradizione. Atti del Convegno internazionale di Montreal, 19-20 marzo 1981, Florenz 1984
- Il Racconto, Bologna 1985
- (mit Paolo Cherchi) Studi di italianistica in onore di Giovanni Cecchetti [1922-1998], Ravenna 1988
- (mit Enrica Rossetti) L'illusione della realtà. Studi su Luigi Capuana. Atti del Convegno di Montréal, 16-18 marzo 1989, Rom 1990
- L'enciclopedismo medievale. [Atti del convegno "L'enciclopedismo medievale", San Gimignano 8-10 ottobre 1992], Ravenna 1994
- mit Pietro De Marchi und Tatiana Crivelli (Hrsg.): Sciascia, scrittore europeo. Atti del Convegno internazionale di Ascona, 29 marzo-2 aprile 1993. Basel, 1994
- Guittone d'Arezzo nel settimo centenario della morte. Atti del Convegno internazionale di Arezzo, 22-24 aprile 1994, Florenz 1995
- (mit Bernhard Zimmermann) Der antike Roman und seine mittelalterliche Rezeption, Basel 1997 (Akten Ascona 27. – 31. März 1995)
- (mit Johannes Bartuschat) Giovanni Andrea Scartazzini, Scritti danteschi, Locarno 1997
- (mit Claude Cazalé Bérard) Gli zibaldoni di Boccaccio. Memoria, scrittura, riscrittura. Atti del seminario internazionale di Firenze-Certaldo, 26-28 aprile 1996, Florenz 1998
- (mit Tatiana Crivelli) Dante. Mito e poesia. Atti del Secondo Seminario dantesco internazionale (Monte Verità, Ascona, 23-27 giugno 1997), Florenz 1999
- (mit Georges Güntert) Lectura Dantis Turicensis I, Inferno, III, Paradiso, Florenz 2000-2002
- Autori e lettori di Boccaccio. Atti del Convegno internazionale di Certaldo (20-22 settembre 2001), Florenz 2002
- (mit Margherita Mesirca) Introduzione al "Decameron", Florenz 2004
- (mit Alfred Messerli) Giovan Battista Basile e l'invenzione della fiaba, Ravenna 2004
- (mit Theodore J. Cachey Jr. und Margherita Mesirca) Le culture di Dante. Studi in onore di Robert Hollander. Atti del quarto Seminario dantesco internazionale, University of Notre Dame (Ind.), USA, 25-27 settembre 2003, Florenz 2004
- Il Canzoniere. Lettura micro e macrotestuale. Lectura Petrarcae Turicensis, Ravenna 2007
- (mit Luisa Rubini) Il cantare italiano fra folklore e letteratura. Atti del convegno internazionale di Zurigo, Landesmuseum, 23-25 giugno 2005, Florenz 2007
- Le tre corone. Modelli e antimodelli della "Commedia", Ravenna 2008
- La letteratura cavalleresca dalle "Chansons de geste" alla "Gerusalemme liberata". Atti del II Convegno internazionale di studi organizzato dal Centro europeo di studi sulla civiltà cavalleresca, Certaldo Alto, 21-23 giugno 2007, Ospedaletto 2008